# Chiswick Park metróállomás
A Chiswick Park a londoni metró egyik állomása a 3-as zónában, a District line érinti.

## Története
Az állomást 1879. július 1-jén adták át a District Railway részeként Acton Green névvel. 1887-ben átnevezték Chiswick Park and Acton Greenre. Mai nevét 1910. március 1-jén kapta.

## Forgalom
| Járat | Útvonal | Gyakoriság    |
| ----- | --- | ------------- |
|       | Upminster – Upminster Bridge – Hornchurch – Elm Park – Dagenham East – Dagenham Heathway – Becontree – Upney – Barking – East Ham – Upton Park – Plaistow – West Ham – Bromley-by-Bow – Bow Road – Mile End – Stepney Green – Whitechapel – Aldgate East – Tower Hill – Monument – Cannon Street – Mansion House – Blackfriars – Temple – Embankment – Westminster – St. James’s Park – Victoria – Sloane Square – South Kensington – Gloucester Road – Earl’s Court – West Kensington – Barons Court – Hammersmith – Ravenscourt Park – Stamford Brook – Turnham Green – Chiswick Park – Acton Town – Ealing Common – Ealing Broadway | 10 percenként |

## Átszállási kapcsolatok
| Állomás       | Átszállási kapcsolatok       |
| ------------- | ---------------------------- |
| Chiswick Park | Helyi buszok (Chiswick Park) |

## Fordítás
- Ez a szócikk részben vagy egészben  a   Chiswick Park tube station című angol Wikipédia-szócikk fordításán alapul.  Az eredeti cikk szerkesztőit annak laptörténete sorolja fel. Ez a jelzés csupán a megfogalmazás eredetét és a szerzői jogokat jelzi, nem szolgál a cikkben szereplő információk forrásmegjelöléseként.